# قائمة مؤلفات عبد الرحمن بن ناصر السعدي
صنّف الشيخ عبد الرحمن بن ناصر السعدي كتبًا كثيرة، منها في التزكية والآداب والتفسير والفقه وأصوله والعقيدة وغيرها، ومن أشهر مؤلفاته كتاب تيسير الكريم الرحمن في تفسير كلام المنّان المشهور بتفسير السعدي. جُمِعَت مؤلفاته في 30 مجلدًا بعنوان مجموع مؤلفات الشيخ العلامة عبد الرحمن بن ناصر السعدي، بدعم من الهيئة العامة للأوقاف ومؤسسة الشيخ محمد بن صالح العثيمين الخيرية. وقد ذكرت مؤلفاته هنا حسب مجموع مؤلفاته، مع زيادة كتاب المقدمة للتعريف بالشيخ.

## مؤلفاته

### علوم القرآن
| # | اسم الكتاب                                                                            | السنة  | دار النشر      | ملاحظات |
| - | ------------------------------------------------------------------------------------- | ------ | -------------- | ------- |
| 1 | تيسير الكريم الرحمن في تفسير كلام المنان                                              | 1431هـ | دار ابن الجوزي |         |
| 2 | قطعة من مختصر التفسير                                                                 |        |                |         |
| 3 | تيسير اللطيف المنان في خلاصة تفسير القرآن                                             |        |                |         |
| 4 | القواعد الحسان لتفسير القرآن                                                          | 1420هـ | دار الصميعي    |         |
| 5 | الدلائل القرآنية في أن العلوم والأعمال النافعة العصرية داخلة في الدين الإسلامي        |        |                |         |
| 6 | المواهب الربانية من الآيات القرآنية                                                   |        |                |         |
| 7 | المقالة السادسة والسابعة والثامنة في معجزات القرآن المشاهدة                           |        |                |         |
| 8 | فوائد مستنبطة من قصة يوسف عليه السلام                                                 |        |                |         |
| 9 | فتح الرحيم الملك العلام في علم العقائد والتوحيد والأخلاق والأحكام المستنبطة من القرآن |        |                |         |

### الحديث الشريف
| #  | اسم الكتاب                                               | السنة | دار النشر | ملاحظات |
| -- | -------------------------------------------------------- | ----- | --------- | ------- |
| 10 | التعليقات على عمدة الأحكام                               |       |           |         |
| 11 | بهجة قلوب الأبرار وقرة عيون الأخيار في شرح جوامع الأخبار |       |           |         |
| 12 | أحاديث في الحج                                           |       |           |         |
| 13 | الأحاديث المختارة في الأصول والأحكام والآداب وغيرها      |       |           |         |
| 14 | قطعة من شرح بلوغ المرام                                  |       |           |         |

### العقيدة
| #  | اسم الكتاب                                                                         | السنة | دار النشر | ملاحظات |
| -- | ---------------------------------------------------------------------------------- | ----- | --------- | ------- |
| 15 | الأدلة القواطع والبراهين في إبطال أصول الملحدين                                    |       |           |         |
| 16 | النصيحة الربانية في الرد على المغترين بدعاة الإلحاد والمدنية الغربية (انتصار الحق) |       |           |         |
| 17 | التوضيح والبيان لشجرة الإيمان                                                      |       |           |         |
| 18 | تنزيه الدين وحملته ورجاله مما افتراه القصيمي في أغلاله                             |       |           |         |
| 19 | فتنة الدجال                                                                        |       |           |         |
| 20 | يأجوج ومأجوج                                                                       |       |           |         |
| 21 | مختصر في أصول العقائد الدينية                                                      |       |           |         |
| 22 | أصول عظيمة من قواعد الإسلام                                                        |       |           |         |
| 23 | توضيح معاني الكافية الشافية                                                        |       |           |         |
| 24 | التوضيح المبين لتوحيد الأنبياء والمرسلين من الكافية الشافية                        |       |           |         |
| 25 | الحق الواضح المبين في شرح توحيد الأنبياء والمرسلين                                 |       |           |         |
| 26 | التنبيهات اللطيفة على ما احتوت عليه العقيدة الواسطية من المباحث المنيفة            |       |           |         |
| 27 | القول السديد شرح كتاب التوحيد                                                      |       |           |         |
| 28 | البراهين العقلية على وحدانية الرب ووجوب كماله                                      |       |           |         |
| 29 | الدرة البهية شرح القصيدة التائية لشيخ الإسلام ابن تيمية                            |       |           |         |
| 30 | أصول الدين                                                                         |       |           |         |
| 31 | شرح كتاب أصول الإيمان للشيخ محمد بن عبد الوهاب                                     |       |           |         |
| 32 | منهج الحق منظومة في العقيدة والأخلاق                                               |       |           |         |
| 33 | رسالة في خروج الدابة وحقيقتها                                                      |       |           |         |
| 34 | التعليقات السعدية على قطعة من نونية ابن القيم                                      |       |           |         |
| 35 | التعليقات السعدية على قطعة من العقيدة السفارينية                                   |       |           |         |

### الفقه
| #  | اسم الكتاب                                                      | السنة | دار النشر | ملاحظات |
| -- | --------------------------------------------------------------- | ----- | --------- | ------- |
| 36 | الإرشاد إلى معرفة الأحكام                                       |       |           |         |
| 37 | المختارات الجلية من المسائل الفقهية                             |       |           |         |
| 38 | منظومة في أحكام الفقه                                           |       |           |         |
| 39 | المناظرات الفقهية                                               |       |           |         |
| 40 | مناظرة بين ثلاثة في حكم النوط                                   |       |           |         |
| 41 | منهج السالكين وتوضيح الفقه في الدين                             |       |           |         |
| 42 | حاشية على الإقناع وشرحه من أول كتاب البيع إلى آخر كتاب الفرائض  |       |           |         |
| 43 | رسالة مختصرة في مناسك الحج والعمرة                              |       |           |         |
| 44 | رسالة في حكم إجزاء سبع البدنة والبقرة عن الشاة في الإهداء وغيره |       |           |         |
| 45 | تذكرة أولي الألباب في ذكر السؤال والجواب في الفقه               |       |           |         |
| 46 | مهمات مسائل الفقه                                               |       |           |         |
| 47 | فهرس قواعد ابن رجب رحمه الله وقدس روحه                          |       |           |         |
| 48 | تيسير الكريم الواحد في شرح عقد الفرائد وكنز الفوائد (12 مجلدًا)  |       |           |         |
| 49 | حاشية على المنتهي وشرحه                                         |       |           |         |

### قواعد الفقه وأصوله
| #  | اسم الكتاب                                                | السنة | دار النشر | ملاحظات |
| -- | --------------------------------------------------------- | ----- | --------- | ------- |
| 50 | القواعد والأصول الجامعة والفروق والتقاسيم البديعة النافعة |       |           |         |
| 51 | قواعد مهمة وفوائد جمة                                     |       |           |         |
| 52 | قواعد فقهية مهمة لا يستغنى عنها                           |       |           |         |
| 53 | القواعد الفقهية المنظومة وشرحها                           |       |           |         |
| 54 | رسالة لطيفة جامعة في أصول الفقه المهمة                    |       |           |         |
| 55 | تحفة أهل الطلب في تجريد أصول قواعد ابن رجب                |       |           |         |
| 56 | صفوة أصول الفقه المنتخبة من مختصر التحرير                 |       |           |         |
| 57 | تعليقات ابن سعدي على صفوة أصول الفقه                      |       |           |         |
| 58 | شرح مختصر التحرير في أصول الفقه                           |       |           |         |

### الآداب والأخلاق
| #  | اسم الكتاب                                                                                      | السنة | دار النشر | ملاحظات |
| -- | ----------------------------------------------------------------------------------------------- | ----- | --------- | ------- |
| 59 | حسن الخلق                                                                                       |       |           |         |
| 60 | آداب المعلمين والمتعلمين                                                                        |       |           |         |
| 61 | الدرة الفاخرة في التعليق على منظومة السير إلى الله والدار الآخرة                                |       |           |         |
| 62 | الوسائل المفيدة للحياة السعيدة                                                                  |       |           |         |
| 63 | رسالة في الحث على اجتماع كلمة المسلمين وذم التفرق والاختلاف                                     |       |           |         |
| 64 | الجهاد في سبيل الله أو واجب المسلمين                                                            |       |           |         |
| 65 | فضل الجهاد في سبيل الله                                                                         |       |           |         |
| 66 | وجوب التعاون بين المسلمين                                                                       |       |           |         |
| 67 | نصيحة في الحث على التمسك بالدين وعلومه والتحذير من صد ذلك                                       |       |           |         |
| 68 | التعليق وكشف النقاب على نظم قواعد الإعراب                                                       |       |           |         |
| 69 | نظم معنى حديث (مثلي ومثل ما بعثني الله به كمثل غيث أصاب أرضًا)                                   |       |           |         |
| 70 | منظومة القواعد الفقهية                                                                          |       |           |         |
| 71 | نظم وأشعار منوعة                                                                                |       |           |         |
| 72 | تعليقات الشيخ عبد الرحمن بن ناصر السعدي على بديعة البيان عن موت الأعيان لابن ناصر الدين الدمشقي |       |           |         |
| 73 | مقالات الشيخ عبد الرحمن بن ناصر السعدي                                                          |       |           |         |

### الفوائد المنوعة
| #  | اسم الكتاب                                                                | السنة | دار النشر | ملاحظات |
| -- | ------------------------------------------------------------------------- | ----- | --------- | ------- |
| 74 | مجموع الفوائد واقتناص الأوابد                                             |       |           |         |
| 75 | طريق الوصول إلى العلم المأمول بمعرفة القواعد والضوابط والأصول             |       |           |         |
| 76 | فوائد من كتب ابن تيمية وتلميذه ابن القيم                                  |       |           |         |
| 77 | الرياض الناضرة والحدائق النيرة الزاهرة في العقائد والفنون المسوعة الفاخرة |       |           |         |
| 78 | نور البصائر والألباب في أحكام العبادات والمعاملات والحقوق والآداب         |       |           |         |

### مراسلات ومقالات
| #  | اسم الكتاب                           | السنة | دار النشر | ملاحظات |
| -- | ------------------------------------ | ----- | --------- | ------- |
| 79 | الأجوبة النافعة عن المسائل الواقعة   |       |           |         |
| 80 | الأجوبة السعدية على الأسئلة القصيمية |       |           |         |
| 81 | الأجوبة السعدية على الأسئلة الكويتية |       |           |         |
| 82 | مجموعة مراسلات نادرة لم تنشر من قبل  |       |           |         |

## الفتاوى
| #  | اسم الكتاب                                      | السنة | دار النشر | ملاحظات |
| -- | ----------------------------------------------- | ----- | --------- | ------- |
| 83 | الفتاوى السعدية                                 |       |           |         |
| 84 | فتاوى منثورة في أوراق النوط                     |       |           |         |
| 85 | حكم شرب الدخان                                  |       |           |         |
| 86 | سؤال وجواب في أهم المهمات                       |       |           |         |
| 87 | أسئلة حمد العلي المقبل للشيخ السعدي رحمهما الله |       |           |         |

## الخطب والدعوة
| #  | اسم الكتاب                                         | السنة | دار النشر | ملاحظات |
| -- | -------------------------------------------------- | ----- | --------- | ------- |
| 88 | مجموع الخطب في المواضيع النافعة                    |       |           |         |
| 89 | الفواكه الشهية في الخطب المنبرية                   |       |           |         |
| 90 | الخطب المنبرية على المناسبات                       |       |           |         |
| 91 | خطب منوعة للشيخ                                    |       |           |         |
| 92 | مجموع متفرق من خطب الشيخ عبد الرحمن بن ناصر السعدي |       |           |         |
| 93 | الدرة المختصرة في محاسن الدين الإسلامي             |       |           |         |